# Akersvikai

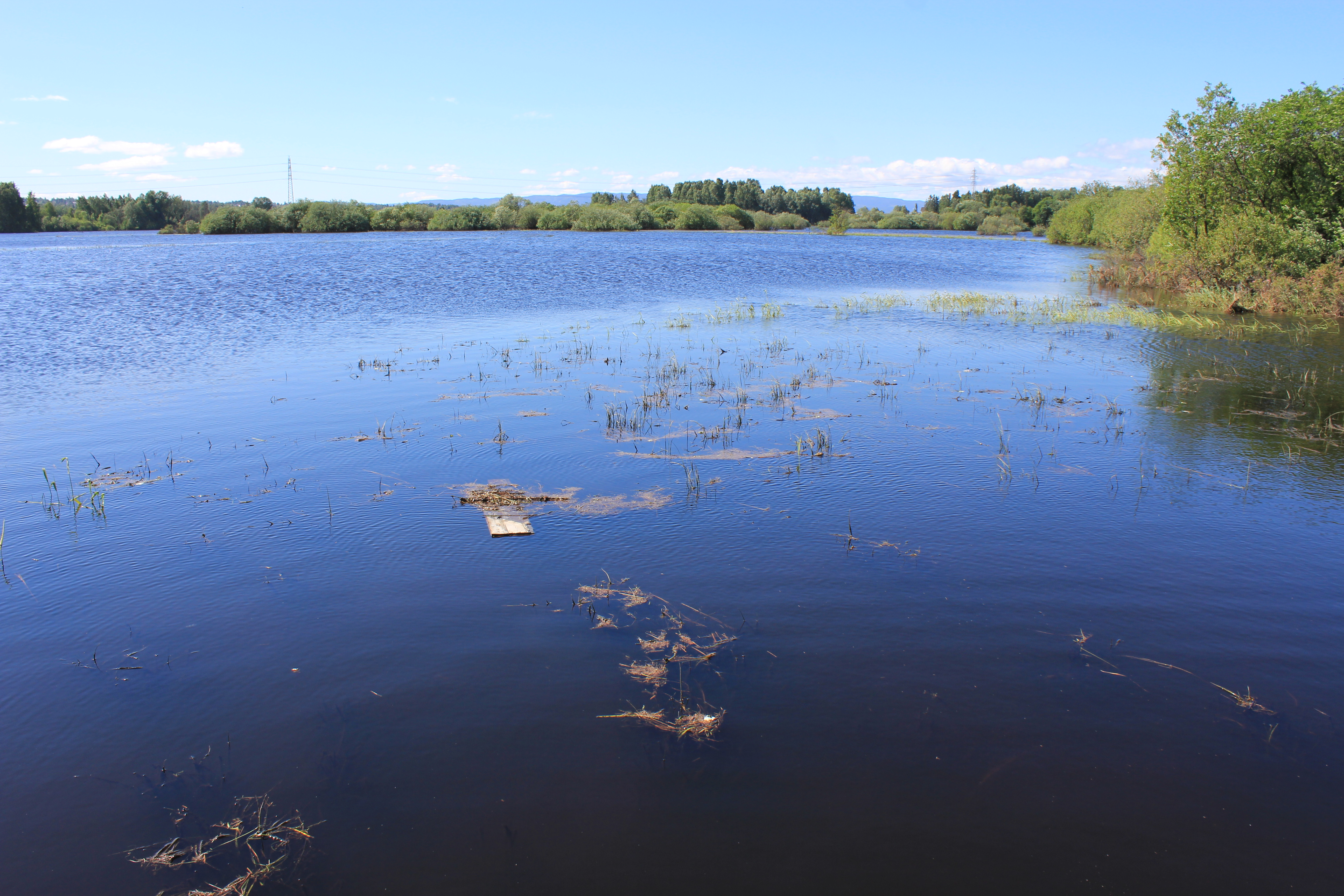
Åkersvika

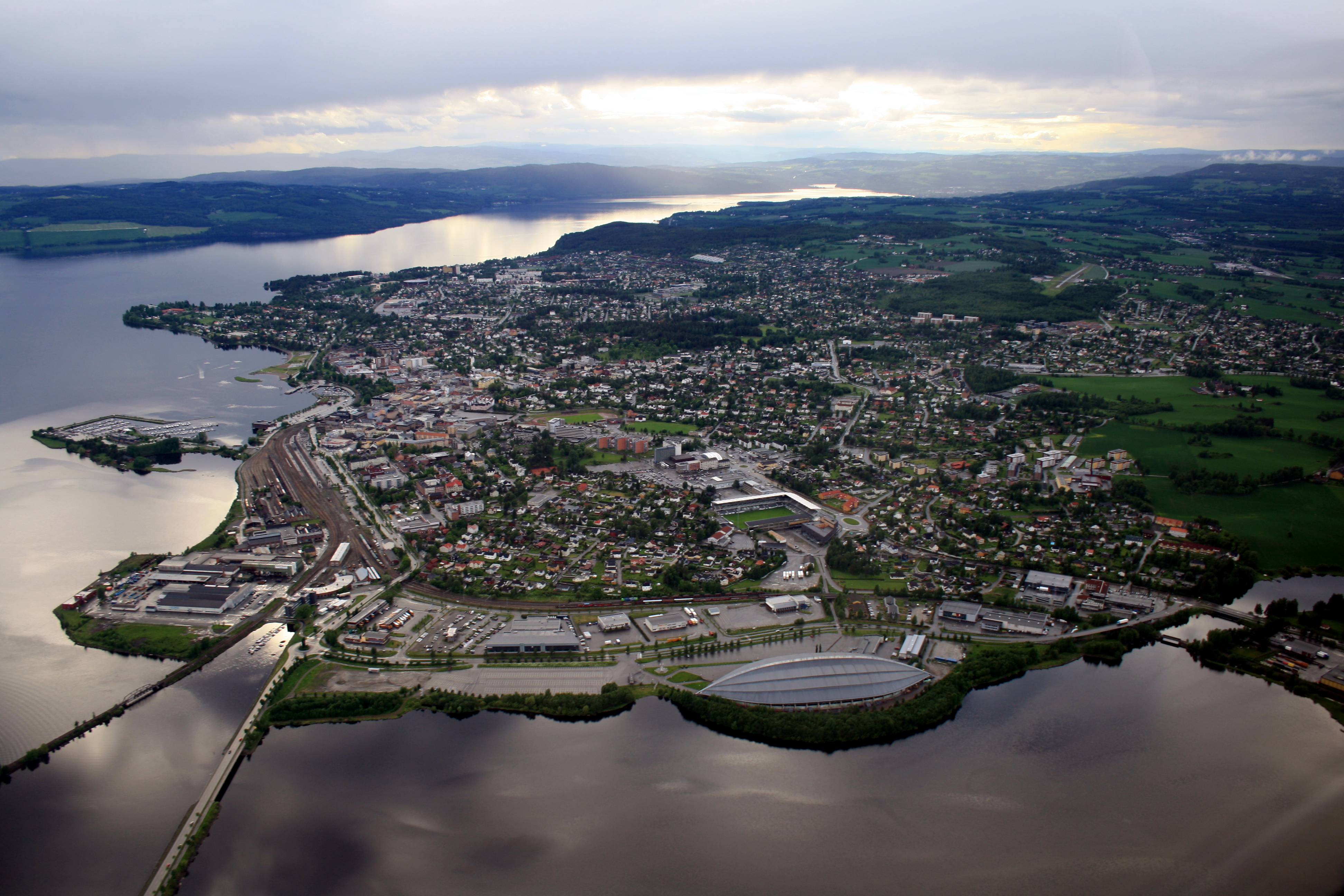
Ciudad de Hamar en el sitio Ramsar

Akersvikai o Åkersvika  es una reserva natural y humedal dentro de la red de los sitios Ramsar en la provincia o fylke de Innlandet, en el condado de Hedmark, en Noruega. Fue el primer sitio Ramsar, creado en 1974. En el lugar se creó la pista de skating para los Juegos Olímpicos de Invierno de 1994, generando controversia. También atraviesa el sitio la Ruta europea E6 y existen planes de crear una autovía.

## Localización
Akersvikai es uno de los deltas de agua dulce más grandes de Noruega, con una extensión de 428 ha, en las coordenadas 60°47′N 11°06′E, donde se unen los ríos Svartelva y Flakstadelva, en una cuenca poco profunda que alimenta el lago Mjøsa. En 2010 se añadieron nuevas áreas para compensar las perdidas por la construcción de las carreteras. El sitio es una ensenada interior en un lago artificialmente regulado y los ríos adyacentes formada por aguas abiertas, marismas, praderas húmedas y malezas de Alnus/Salix, con vegetación de ribera dominada por musgos.

## Fauna y flora
La vegetación está formada por diversos pantanos, praderas, matorrales y comunidades boscosas que poseen plantas y hábitats de la lista roja de especies amenazadas. Es un lugar importante para la migración de las aves, ya que se encuentra en un lugar de paso, con unas 226 especies. Por aquí pasan un gran número de patos y limícolas en primavera y otoño, con el 1 por ciento de la población de ánsar piquicorto. Se conocen 16 especies de peces que desovan en el lago Mjøsa. También es importante como zona de sedimentación, fijación de nutrientes y control de inundaciones. Se practica la pesca deportiva, la observación de aves y la educación medioambiental. Las amenazas son la proximidad de las zonas urbanas, como Hamar. Amplias áreas de juncales han sido sustituidas por praderas y matorrales de Salix, una vez cesadas las actividades de quema y pastoreo de los años 1970 y principios de 1980.

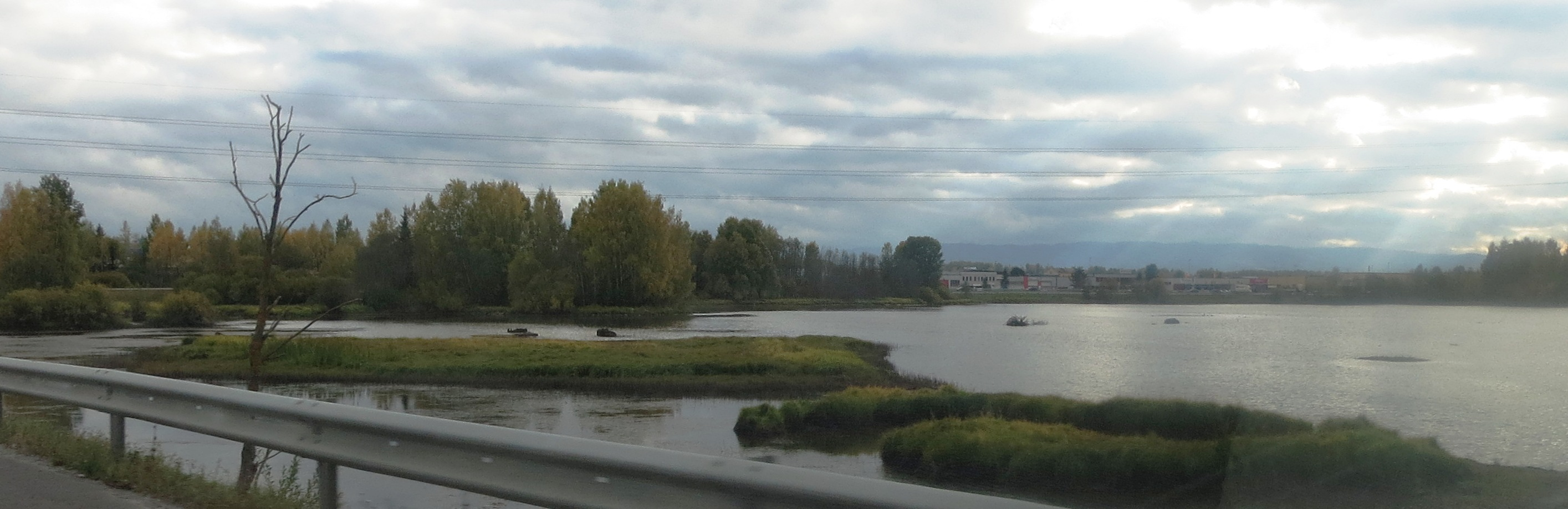
Hamar en el sitio Ramsar de Akersvikia